# 德尼·巴尔贝
德尼·巴尔贝（法語：Denis Barbet，1962年7月13日—），法国男子高山滑雪运动员。他曾代表法国参加2002年和2006年冬季残疾人奥林匹克运动会高山滑雪比赛，获得一枚金牌和二枚铜牌。